# 黃大仙男童被石塊擲斃案
黃大仙男童被石塊擲斃案，發生於六七暴動期間的1967年5月12日，在香港九龍黃大仙新區（今黃大仙下邨）第26座徙置大廈二樓走廊，一名14歲男童被人投擲石塊擊中頭部，當場倒下及頭部出血，其後由救護車送往醫院，但抵達醫院時傷重死亡，由於在案發現場稍早時有左派示威者在大廈外的路上投擲石塊等硬物，死者懷疑因此被擲中，致頭部受重創而死，成為六七暴動中的第一個死者。雖然當時主流媒體的報導、目擊者及死因研訊等都認為死者是被示威者投擲的石塊擊中頭部致死，也沒有證據顯示死者當時有參與示威及衝突，但其後支持動亂的左派媒體卻把死者的受傷日期及地點改為5月11日及香港人造花廠所在的新蒲崗，並且將死因改寫為示威少年被防暴警察活活打死，左派媒體篡改新聞資料的動機引起質疑及批評。

## 案發背景

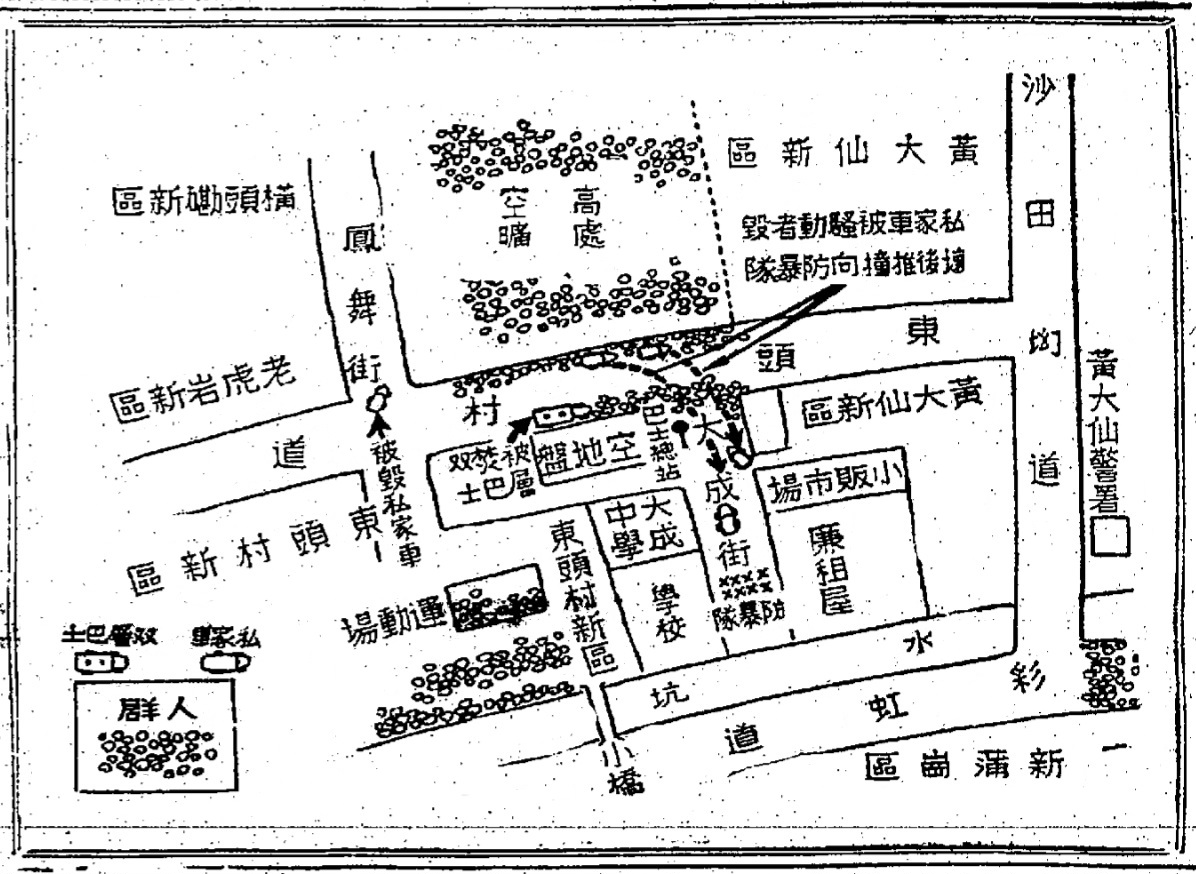
《工商日報》在1967年5月13日附上黃大仙區的街道地圖，報導昨天（5月12日）左派示威者在黃大仙近新蒲崗一帶集結、搗亂破壞、縱火燒雙層巴士、毀壞私家車，及與防暴警察對峙的情況

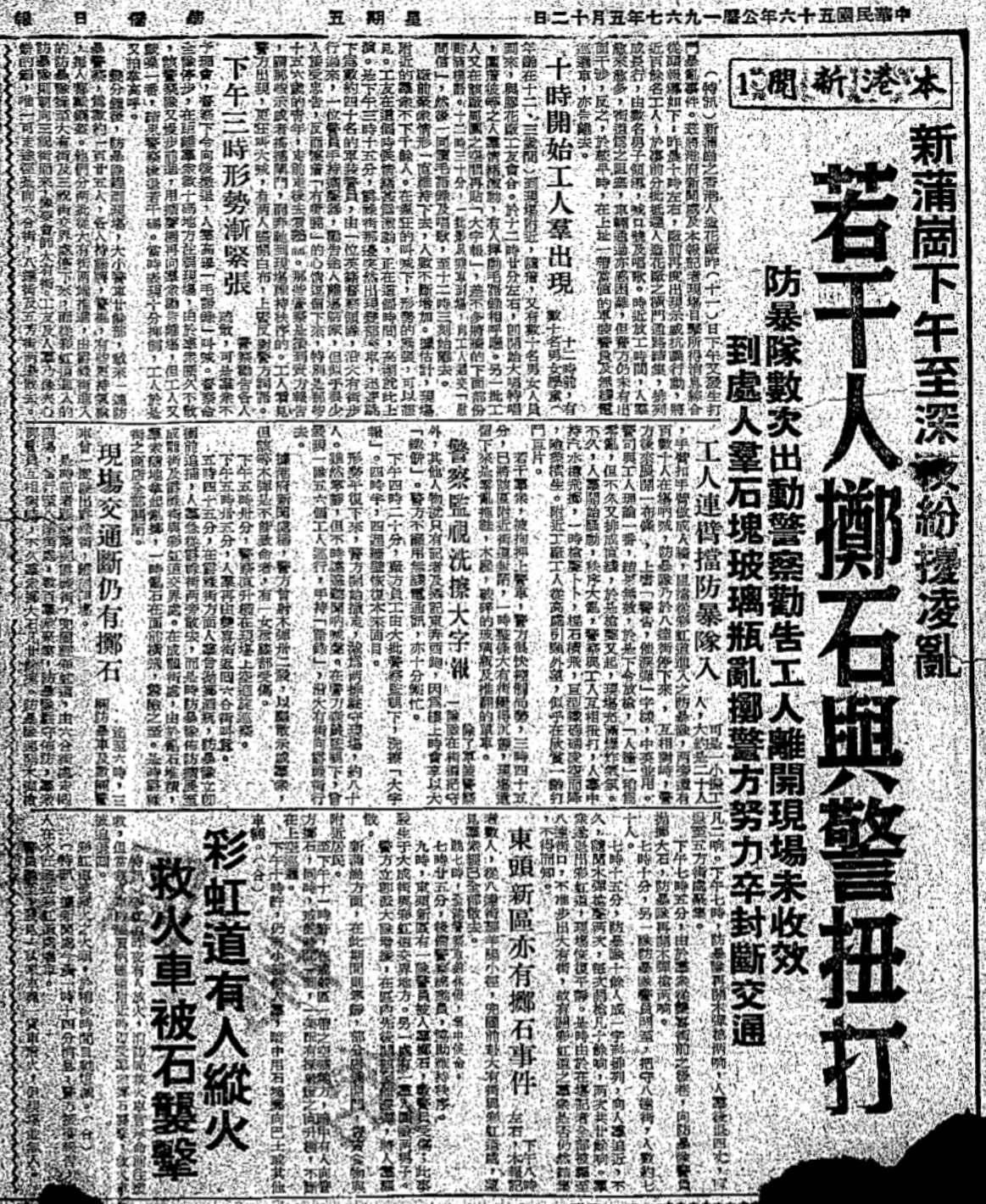
《華僑日報》在1967年5月12日報導新蒲崗大有街香港人造膠花廠分廠的工潮於昨日下午3時後演變為騷亂，由早上至中午一直有罷工的左派工人在新蒲崗工廠區聚集，並且由左派工會人員帶領罷工工人及左派示威者高叫《毛語錄》口號及貼大字報，並且堵塞道路，阻止送貨工人為工廠上落貨，到下午3時工廠的閘門受到衝擊，工廠東主報警求助，警方到場多次勸喻左派示威者離開無效，警察訓練分遣隊施放催淚彈驅散，左派示威者則到處投擲石塊、磚頭及玻璃瓶等硬物，現場棍石交加，示威者與警察發生扭打，又有示威者在東頭新區、彩虹道一帶掟石及縱火燒車

1967年年初，由於中共支持的澳門左派在一二·三事件成功奪取澳門政局的主導權，中共中央香港工作委員會受到鼓舞，要在香港也發起類似的騷亂。新華社香港分社社長梁威林及副社長祈烽在內部會議總結澳門左派的鬥爭成果時，聲言也要在香港「大幹一場」，新華社香港分社和左派陣營便開始積極尋找挑起騷亂的機會，並且試圖利用中國文化大革命的風潮驅使親左派民眾參與壓服港府的鬥爭。香港左派最初於1967年2月起利用南豐紗廠兩派工人在廠內發生毆鬥、港九的士罷駛及因廠內人事糾紛引發的青洲英坭工潮，試圖將這三件勞資糾紛事件擴大及政治化，但都沒有成功。同年5月新蒲崗大有街的香港人造膠花廠分廠發生罷工，又有左派組織人員到場尋求將工潮升級，並且於5月6日發動工人圍堵工廠的大閘阻止出貨，警方到場勸諭無效後採取驅散行動，左派組織則趁機利用這次勞資糾紛策動騷亂，發動工人向警察投擲玻璃瓶和鐵罐，引發警民衝突擴大事件，至5月11日騷亂蔓延至東九龍多個地區，左派示威者在街上不斷投擲石塊、磚頭及玻璃瓶等襲擊警察，又四處縱火，防暴警察則施放催淚彈驅散在街上聚集的示威者。5月12日，香港工會聯合會理事長楊光成立簡稱「各業鬥委會」的「港九各業工人反對港英迫害鬥爭委員會」，隨後於5月16日組成簡稱「各界鬥委會」的「港九各界同胞反對港英迫害鬥爭委員會」，以表達除了原先的各業工人，也包括其他行業的從業員，就連學校的師生也是「鬥委會」的動員對象，並且以「反英抗暴」為號召，利用最初由勞資糾紛引起的警民衝突，轉變成顛覆香港政府的連串騷亂。

## 案中死者
陳廣新（英語：Chan Kong Sang），又名陳廣生、陳光山，於1953年在廣華醫院出生，在家中的四兄弟姊妹中排行第二。陳的父母原居於中國大陸，父親在當地曾經是一位政界人士，1949年因為中國共產黨在中國大陸執政而舉家逃往香港，來到香港後居於九龍黃大仙平陽新村東二段5號，陳父開設一家士多謀生，陳廣新於這段時期出世，陳父後來因病逝世，陳母與子女於1966年遷往觀塘瑞和街32號三樓居住。因為家庭環境的關係，陳廣新在1967年已經輟學，在牛頭角的一家理髮店當理髮學徒。

## 死者受傷及身故

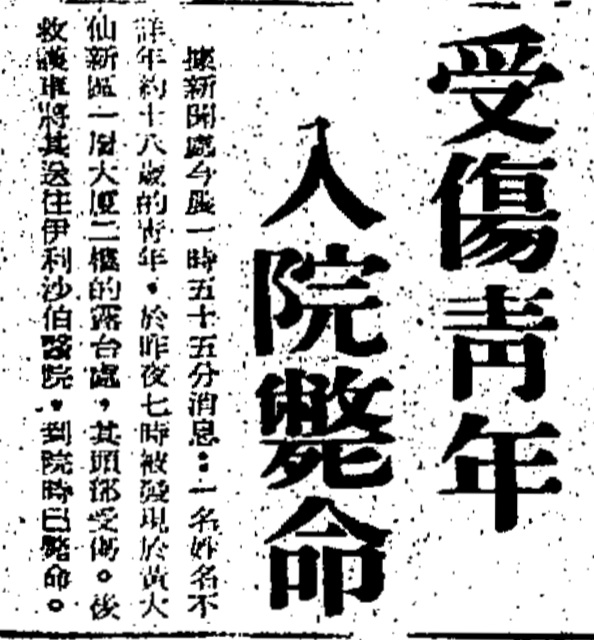
《工商日報》在1967年5月13日報導政府新聞處於今日凌晨1時55分發布一則消息，有一名頭部受傷的姓名不詳年約18歲青年（其後確定是14歲男童陳廣新），於昨晚7時被發現倒臥在黃大仙新區一層大廈二樓的露台處（徙置大廈走廊），救護車將他送往伊利沙伯醫院，但到院時已經斃命

1967年5月12日下午4時，左派示威者在九龍黃大仙新區（今黃大仙下邨）及東頭村道的一座小山丘（今摩士公園）聚集，然後在街上破壞汽車，縱火燒巴士和私家車，又闖入位於大成街的徙置事務署黃大仙新區職員宿舍大肆搶掠，當警察到場後，左派示威者投擲石塊等硬物襲擊警察，警察於是使用催淚彈驅散示威者，左派示威者則不斷投擲石塊、磚頭及玻璃瓶攻擊警察及砸毀沿途的汽車及建築物。
1967年5月12日下午6時許，死者陳廣新當時站在黃大仙新區第26座二樓的走廊，突然有一件從路上投擲的物件擊中他的頭部，他立即倒下並頭部出血，當時有石塊、磚頭及玻璃瓶等被擲到該大廈的走廊。晚上7時許，警方接報指有一名年約十餘歲的青年在黃大仙新區第26座二樓受傷昏迷，警員到場後在走廊發現一名青年倒臥在血泊之中，隨即召喚救護車將傷者送往醫院，可是當傷者被送抵伊利沙伯醫院後傷重不治，遺體之後被轉送到九龍公眾殮房進行辨認及驗屍工作。警方之後尋獲死者的母親，並由陳母認屍，確認死者的身份。《工商日報》於5月14日報道法醫驗屍的初步報告，在死者頭部的右前方有一道長四英寸的傷口，傷處帶有石碎，應為被大塊石頭擊中造成。

## 死因研訊

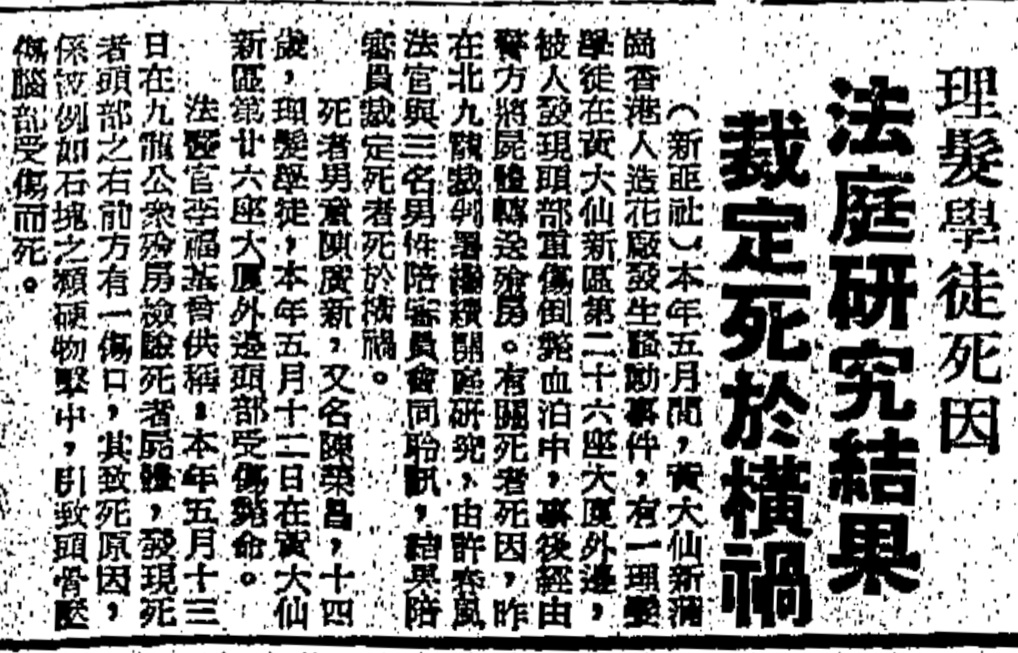
《華僑日報》在1967年10月5日報導北九龍裁判署的死因庭昨日完成研訊，陪審團裁定在5月12日的黃大仙新區騷亂中被硬物擊中頭部斃命的14歲男童陳廣新死於橫禍

北九龍裁判署於1967年10月3日召開死因裁判法庭研訊陳廣新的死因，死因庭由許春風法官主持，並由三位陪審員一同檢視證供。法醫李福基在庭上作供稱，他於5月13日接報到九龍公眾殮房為死者驗屍，發現死者頭部之右前方有一個屬於致命傷的傷口，其致死原因為頭部被石塊之類的硬物擊中，引致頭骨碎裂並壓傷腦部致死。居於黃大仙新區第26座，即案發所在樓宇的家庭主婦黃秀英在庭上作供稱，她於1967年5月12日下午6時許在浴室洗澡期間，聽到有嘈雜的人聲從走廊傳來，她於是出去查看，見到有10人站在二樓梯間呼叫，他們同為第26座的居民，但自己與他們並不相識，期間突然有一件紅色物體擊中其中一名男子之頭部，該物體從外面斜擲而來，似是來自路上，被擊中的男子立刻倒下，當時防暴警察正施放催淚彈，她走往後座躲避，約10分鐘後經冷巷返回住所時，見到該名受傷男子橫臥地上，頭部出血，她曾經橫過該名受傷男子的腳下。黃秀英表示她於5月14日向警方講述在5月12日案發時所見之事，並由警方錄取口供。黃秀英又稱在事發時有玻璃瓶、石塊及磚塊等擲來，但不知來自何方，她當時也不見站在大廈梯間的這10人及依靠在走廊圍欄的人有投擲物件。死因研訊於10月4日審結，陪審員一致裁定死者死於橫禍。

## 左派媒體被質疑篡改新聞
隨著在1967年參與六七暴動的人士於1997年後陸續進入香港權力架構，開始有左派人士想通過改寫歷史或爭奪歷史的詮釋權來美化自己當年的暴行或至少為自己的錯誤開脫，左派團體亦開始利用出版物、宣傳品及通過贊助電影試圖篡改六七暴動的歷史。有當年參與六七暴動的左派示威者在數十年後宣稱，在新蒲崗大有街香港人造膠花廠的示威者是因為防暴警察在工廠內打死了一名青年，在憤怒下才向警方投擲石塊及鐵罐等硬物，繼而引發東九龍騷亂。在1967年發起暴動的主要團體之一的香港工聯會於2013年編印的刊物《工聯會與您同行—65周年歷史文集》，在提及香港人造膠花廠工潮時稱：「1967年5月11日，港英防暴隊『活活打死了年僅13歲的少年陳廣生，製造了新蒲崗第二次血案』」，卻隻字不提左派示威者投擲汽油彈及左派恐怖份子放置「菠蘿」殺害市民和警察的事跡，被批評是避重就輕及推卸責任。研究六七暴動歷史多年的資深新聞界人士張家偉在專著《六七暴動——香港戰後歷史的分水嶺》指出，這名陳姓死者根本不是在新蒲崗大有街的香港人造膠花廠身亡，而是在黃大仙徙置區受傷身故；當時除了左派報章，其他媒體紛紛表明死者是被示威者投擲的石塊擊中致死，與防暴警察無關；由發起六七暴動的核心份子組成的鬥委會曾經向死者家屬致送500港元的慰問金，亦被死者的母親婉拒。

## 外部連結
- HKRS152-1-389 CHAN KONG SANG（页面存档备份，存于）

 维基共享资源上的相關多媒體資源：陳廣新